# Australopithecus sediba
Australopithecus sediba é uma espécie de hominídeo cujos restos conhecidos têm cerca de 1,977 milhão de anos de idade, com margem de erro de dois mil anos. A descrição da espécie foi baseada em dois esqueletos parciais encontrados em Malapa, na África do Sul; o holótipo consiste num macho jovem com cerca de 13 anos de idade, cujo espécime foi dado o nome de (MH-1), e o parátipo de uma fêmea adulta com aproximadamente 30 anos batizada de (MH-2). Os primeiros vestígios ósseos de Australopithecus sediba apareceram em 2008, quando o filho do pesquisador Lee Berger encontrou uma clavícula. Posteriormente, Berger fez pós-doutorado para melhorar seus conhecimentos sobre clavículas e percebeu que se tratava de uma descoberta de importância para a paleoantropologia.
Mais de 220 fragmentos da espécie foram descobertos até o momento. Os esqueletos parciais foram inicialmente descritos em dois artigos para a revista Science pelo paleoantropólogo americano e sul-africano Lee R. Berger da Universidade de Witwatersrand, em Joanesburgo, e colaboradores como uma nova espécie de australopiteco chamada "Australopithecus sediba'" ("sediba" significa "fonte natural" ou "bem" na linguagem Sotho).
Australopithecus sediba podem ter vivido em ambiente de savanas, mas incluía frutas e outros alimentos encontrados em florestas - de forma semelhante ao comportamento dos atuais chimpanzés de savana. As condições nas quais os indivíduos foram enterrados e fossilizados foram extraordinárias, permitindo até mesmo a extração de fitólitos da placa bacteriana de seus dentes.
Há estudos que sugerem que era uma espécie intermediária que andava como um humano, mas trepava como um macaco.

## Descoberta

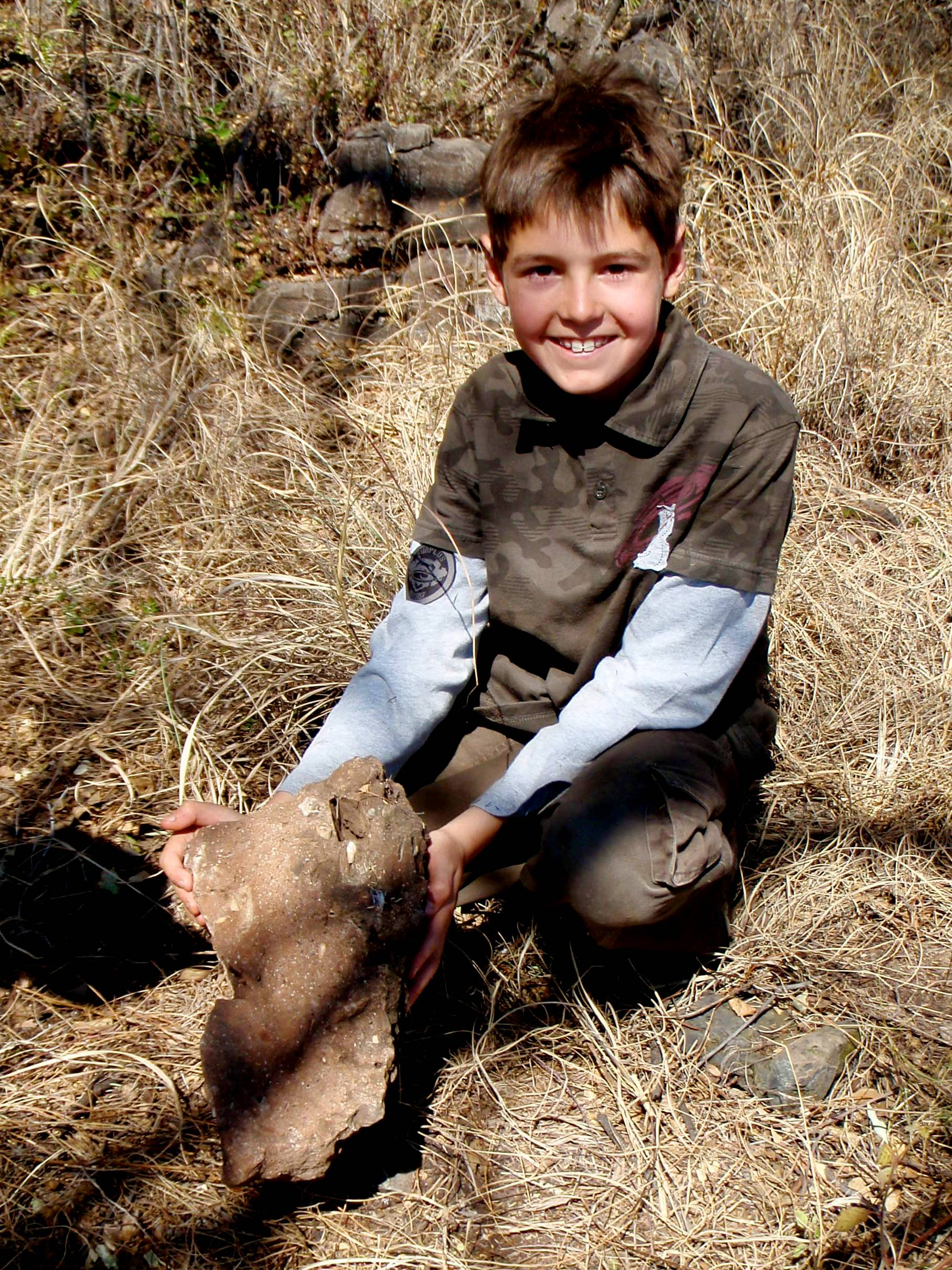
Matthew Berger com o fóssil de A. sediba por ele encontrado.

O primeiro espécime de Australopithecus sediba foi encontrado por Matthew Berger, à época com 9 anos de idade, filho de Lee Berger, em 15 de agosto de 2008. Enquanto explorava as proximidades do sítio de escavação de seu pai em colinas dolomíticas perto de Joanesburgo, Matthew encontrou por acaso um osso fossilizado. O garoto alertou o pai do achado que não acreditou no que viu - a clavícula de um hominídeo. Quando retornou ao local em que o filho havia encontrado o fóssil e volveu a posição de um bloco de pedra, notou que de trás da rocha projetava-se uma mandíbula com o dente canino para fora. "Eu quase morri", recordou ele mais tarde. O fóssil, soube-se depois, pertencia a um macho juvenil de 1,27 m, cujo crânio foi descoberto em Março de 2009 pela equipe de Berger. A descoberta foi anunciada ao público em 8 de Abril de 2010.
Foi também encontrado neste local arqueológico uma variedade de fósseis animais, incluindo felinos-dentes-de-sabre, mangustos e antílopes. Berger e o geólogo Paul Dirks especularam que os animais possam ter caído numa "armadilha" com a profundidade de 30-46 m, talvez atraídos pelo cheiro de água. Posteriormente, os corpos podem ter sido arrastados para uma poça de água de fundo arenoso e rico em calcário, permitindo a fossilização dos esqueletos.

## Idade estimada
O fósseis foram datados através da combinação de paleomagnetismo e datação por urânio-chumbo. As datas obtidas mostraram que os fósseis não eram mais velhos que 2 milhões de anos. Por outro lado, a presença de espécies de animais extintas há cerca de 1,5 milhões de anos, indica que os depósitos não são mais novos que 1,5 milhões de anos. Os sedimentos têm uma polaridade magnética "normal" e o único período no qual isso ocorreu no intervalo entre 2,0 e 1,5 milhões de anos foi durante o sub-cron de Olduvai, entre 1,95 e 1,78 milhões de anos. Dessa forma, a datação original obtida foi cerca de 1,95 milhões de anos. Recentemente a datação de rochas calcária demonstrou que isso não é possível. Desde então, tais sedimentos com polaridade magnética normal têm sido correlacionados ao evento Pré-Olduvai com 3000 anos de duração por volta de 1,977 milhões de anos.

## Morfologia e interpretações

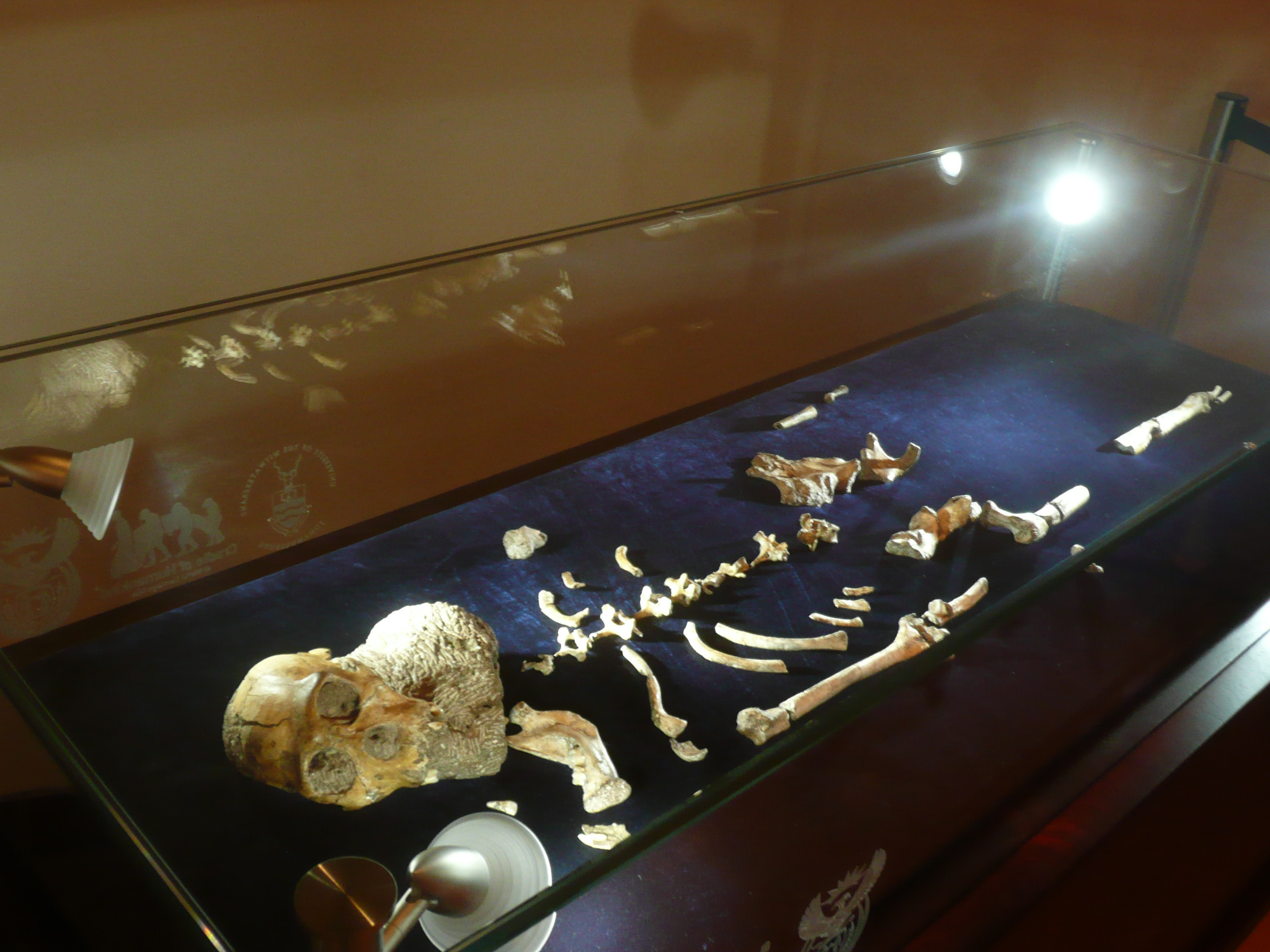
Fragmentos do fóssil encontrado na África do Sul.

A espécie, segundo os autores da descrição, pode ser uma boa canditada à espécie de transição entre o Australopithecus africanus e o Homo habilis ou até mesmo um ancestral direto do Homo erectus. É descrita como tendo longos braços, mãos curtas, uma pelve avançada e longas pernas que proporcionariam capacidade de caminhar e possivelmente correr como um ser humano, embora o fêmur e a tíbia estejam fragmentados e o pé possua características consideravelmente primitivas. A capacidade cranial é estimada em 420 – 450 cc.
Exames preliminares detectaram a existência de tecido cerebral degenerado por bactérias em uma área de baixa densidade do crânio, o que pode evidenciar a existência de um remanescente de cérebro primitivo. foi encontrado na 3 camada terrestre